# 川口聖加
川口 聖加（かわぐち せいか）は、日本のソプラノ歌手。ナーブル音楽企画代表。

## 人物・来歴
山梨県甲府市出身。新潟大学教育学部音楽科卒業後、同大学院修了。
2001年に渡欧、オランダ王立音楽院声楽科に学び2006年に卒業。演奏家ディプロマを取得。鈴木峰男、箕輪久夫、村上雅英、Thea van der Putten、Barbara Pearson、Lenie van den Heuvelに師事。その他、エリー・アーメリング、マイケル・チャンス、Meinard Kraak、Alexander Oliverによるマスタークラスを受講しソロ歌手としての研鑽を積む。 
2003年から3年間、BARR Theater GroepのRagnhild Rikkelmanに演劇の基礎を学ぶ。  
国内外においてフランス・ドイツ歌曲を中心に、バロック声楽曲、宗教曲、現代曲まで幅広く演奏する。 
オペラでは、『ドン・ジョヴァンニ』のドンナ・アンナ、『魔笛』のパミーナ、『ディドーとエネアス』のディドー、『ヘンゼルとグレーテル』のグレーテル等を演じる。

## 出演
- 2008年 テレビ山梨「おんがくのかぜ」にゲスト出演。
- 2010年 日本語訳字幕付リサイタルを新潟(1/27)、山梨(1/31)、東京(2/2)にて開催。
- 2010年1月27日 CD「Le temps des Lilas～リラの花咲くころ～」を発売。
- 2012年 川口聖加ソプラノリサイタル2012を以下のスケジュールにて開催。
  - 4月17日 大泉学園ゆめりあホール（東京）
  - 4月20日 りゅーとぴあスタジオA（新潟）
  - 4月22日 花巻市文化会館中ホール（岩手）
  - 4月26日 伊丹アイフォニックホール小ホール（大阪）
  - 4月28日 コラニー文化ホール小ホール（山梨）
- 2014年6月20日、CD「タケミツ・ソングス」を発売。
- 2015年3月 ヨーロッパツアー（オランダ、スペイン、フランス、イギリスの4か国、全77公演）
- 2015年5月 チェコ国内3公演で日本歌曲を演奏。